# Nikolauskapelle (Rojen)

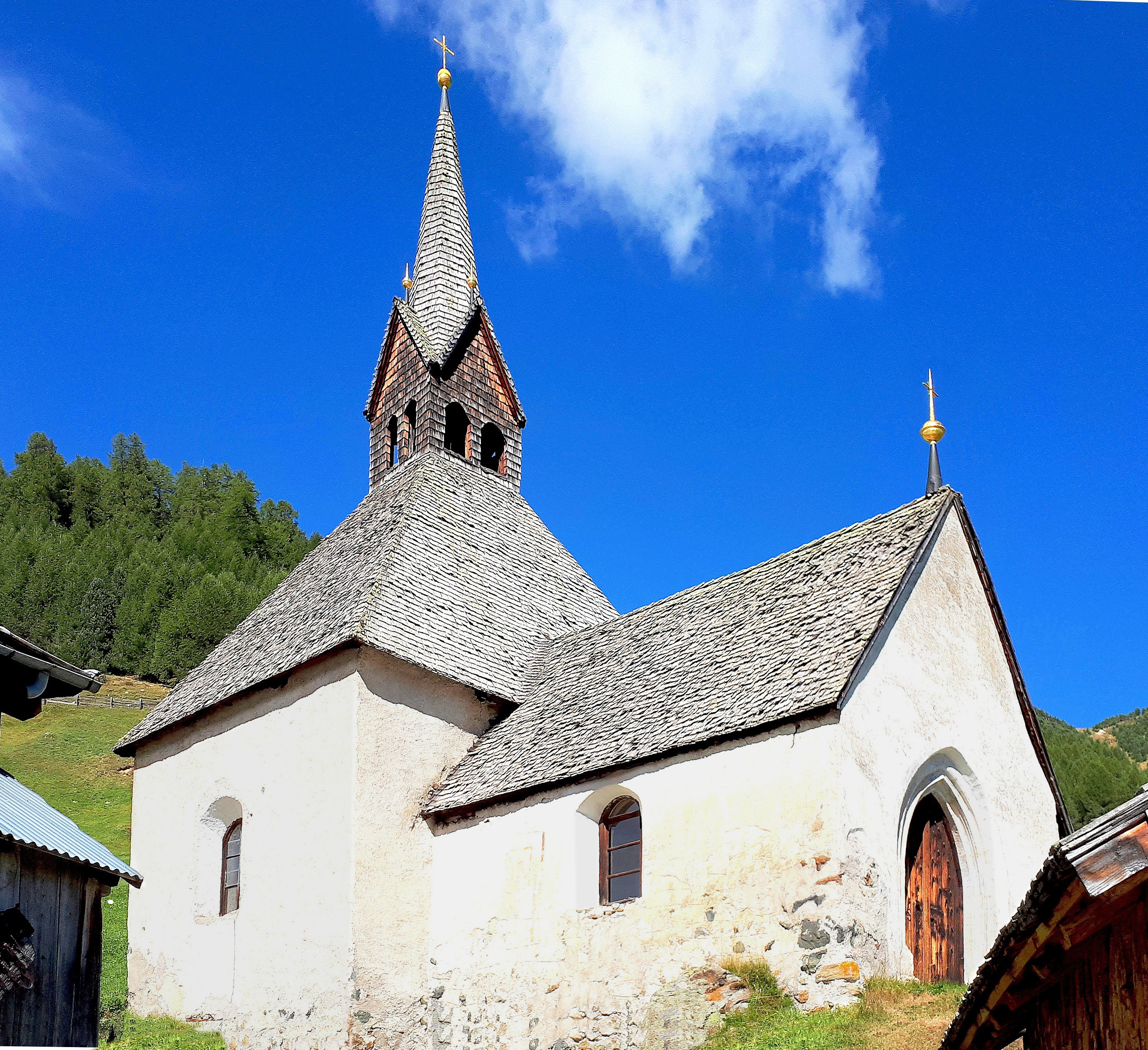
St. Nikolaus, Rojen

Die Kapelle St. Nikolaus im Weiler Rojen ist ein römisch-katholisches Kirchengebäude in der Gemeinde Graun im Vinschgau in Südtirol. Mit ihren gotischen Fresken ist sie ein Kleinod in diesem idyllisch gelegenen Weiler im Rojental, einem alpinen Seitental des Vinschgaus. 
Die Kapelle wurde im 14. Jahrhundert erbaut, später mehrfach verändert und umgebaut sowie der Pfarrei St. Sebastian in Reschen angeschlossen. Seit 1816 ist sie der Diözese Brixen angegliedert; vorher gehörte sie zum Bistum Chur. Am 23. April 1982 wurde die Kapelle unter Denkmalschutz gestellt.

## Geschichte
Der Weiler Rojen ist erstmals im Jahr 1317 urkundlich erwähnt. Der gleichen Zeit wird auch der Bau der Kapelle zugeschrieben, die zu Ehren des heiligen Nikolaus von Myra geweiht wurde. Um das Jahr 1400 erhielt die Kapelle einen vorgesetzten quadratischen Anbau. Die kunsthistorisch wertvolle Wandmalerei im Anbau wird ebenfalls in diese Zeit datiert und der „Meraner Schule“ zugeschrieben. In der Pestzeit des 15./16. Jahrhunderts überzogen die damals ansässigen Bewohner des Weilers den Innenraum des Gotteshauses samt Kunstwerken mit Kalk, eine damals gängige Methode zur Desinfizierung gegen Krankheiten und zur Konservierung.
Weitere Aufzeichnungen über diese Kapelle gibt es nicht, lediglich der Heimatkundler Josef Rampold schreibt in seinem 1977 im Athesia-Verlag in Bozen erschienenen Buch „Vinschgau“: „Obwohl beweiskräftige Funde bislang noch ausstehen, gibt es keinen Zweifel, dass Rojen (1968 m) mit seinem sehr alten Kirchlein an einer vorgeschichtlichen Kult- und Ortungsstelle steht. Die Kirche ist der Bezugspunkt für die Bergsonnenuhr von Zehner-, Elfer- und Zwölferkopf (…) Möglicherweise haben wir es auch mit einem alten Wasserkult zu tun, denn Rojen war laut der ‚Baad-Ordnung‘ des D. J. Tileman (Brixen, 1681) ein Heilbad.“ In einer späteren Auflage des Buches aus dem Jahr 1996 bemerkt er zur Kapelle, sie sei „kostbarstes Juwel dieses abgelegenen Tales“ und „als ehrwürdiges Kunstwerk einzigartig“.

## Baucharakteristik

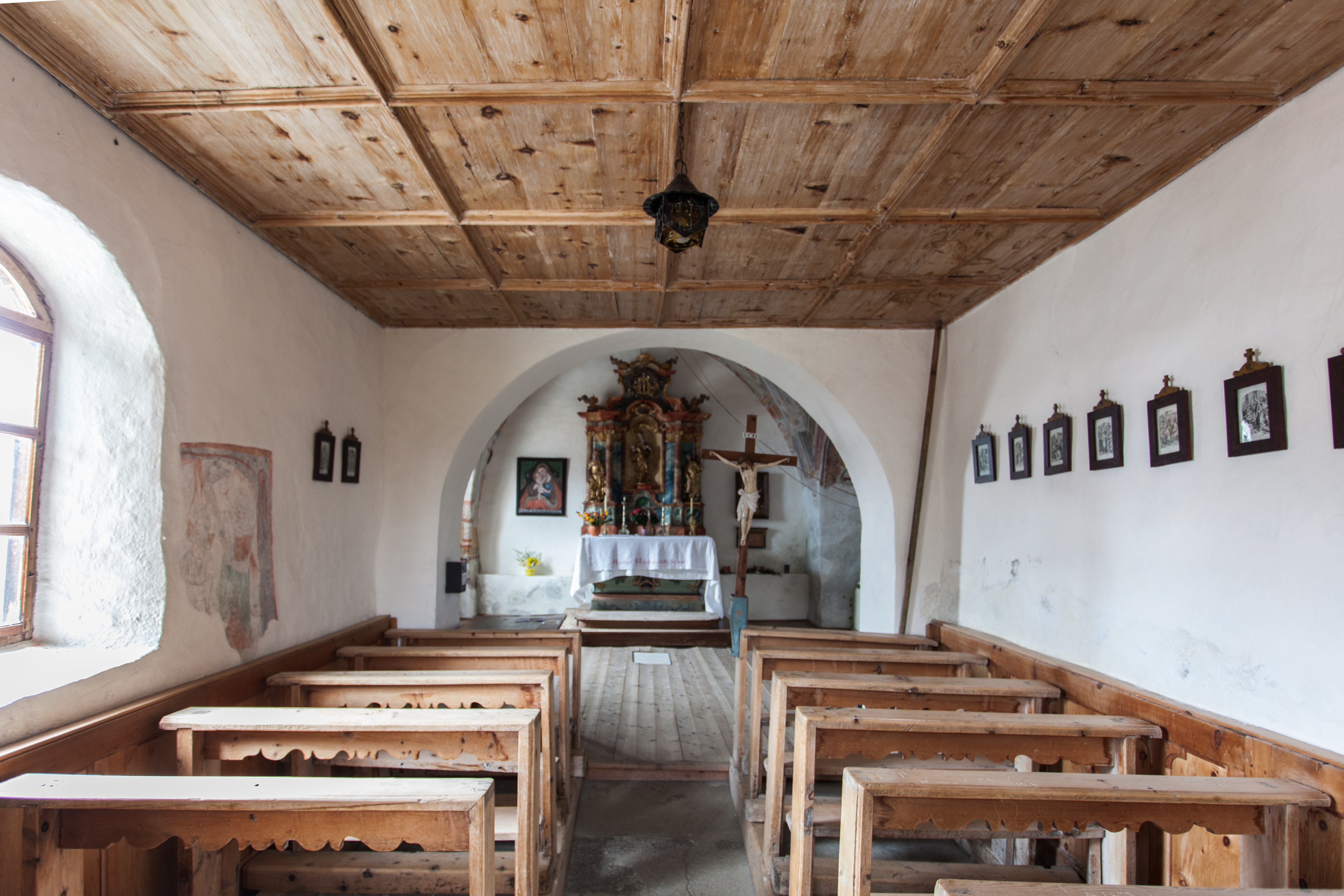
Innenraum-Gesamtansicht

Die Kapelle aus weiß geschlämmtem Backstein gliedert sich in zwei Bauabschnitte. Der ältere Teil aus der Zeit der Entstehungsgeschichte des Weilers ist das heutige relativ schmale Langhaus mit Satteldach. Dessen Westfassade wurde um 1400 ein etwas breiterer quadratischer Anbau mit einem Zeltdach vorgesetzt, aus dessen Mitte ein schlanker, hölzerner, ebenfalls quadratischer Dachreiter mit Spitzhelm ragt. Dieses Glockentürmchen hat an den Seitenwänden je zwei kleine rundbogige Schallöffnungen für die Glocke aus dem Jahr 1470, die vom Altarraum aus mit einem Seil geläutet wird.
Seit der Kapellenerweiterung ist der Anbau als Chor gestaltet und durch einen großen rundbogigen Durchbruch mit dem Langhaus verbunden. Im 16. Jahrhundert wurde die Kapelle erneut umgebaut, worüber genauere Details nicht dokumentiert sind, und schließlich im Jahr 1976 grundlegend restauriert und saniert.
Das Tageslicht im Langhaus als auch im Chor fällt durch je ein seitlich eingebautes Rundbogenfenster in den Raum. Der spitzbogige Eingang hat eine schwere, doppelflügelige Tür aus örtlichem Holz, die mit dicken Metallnägeln verziert ist.
Im Inneren sind die Wände des Langhauses verputzt; eine flache Holzdecke ist abgehängt. Bei der Restaurierung 1967 fanden die Arbeiter unter einer Verputzschicht mit gotischem Fresko eine ältere Schicht mit Malerei. Im Altarraum sind sowohl ein Großteil der Wände als auch das Kreuzgratgewölbe mit der erwähnten historischen Freskenmalerei versehen. Diese Bilder wurden ebenfalls 1967 von einem Restaurator aus Bruneck vollständig aufgedeckt und restauriert.

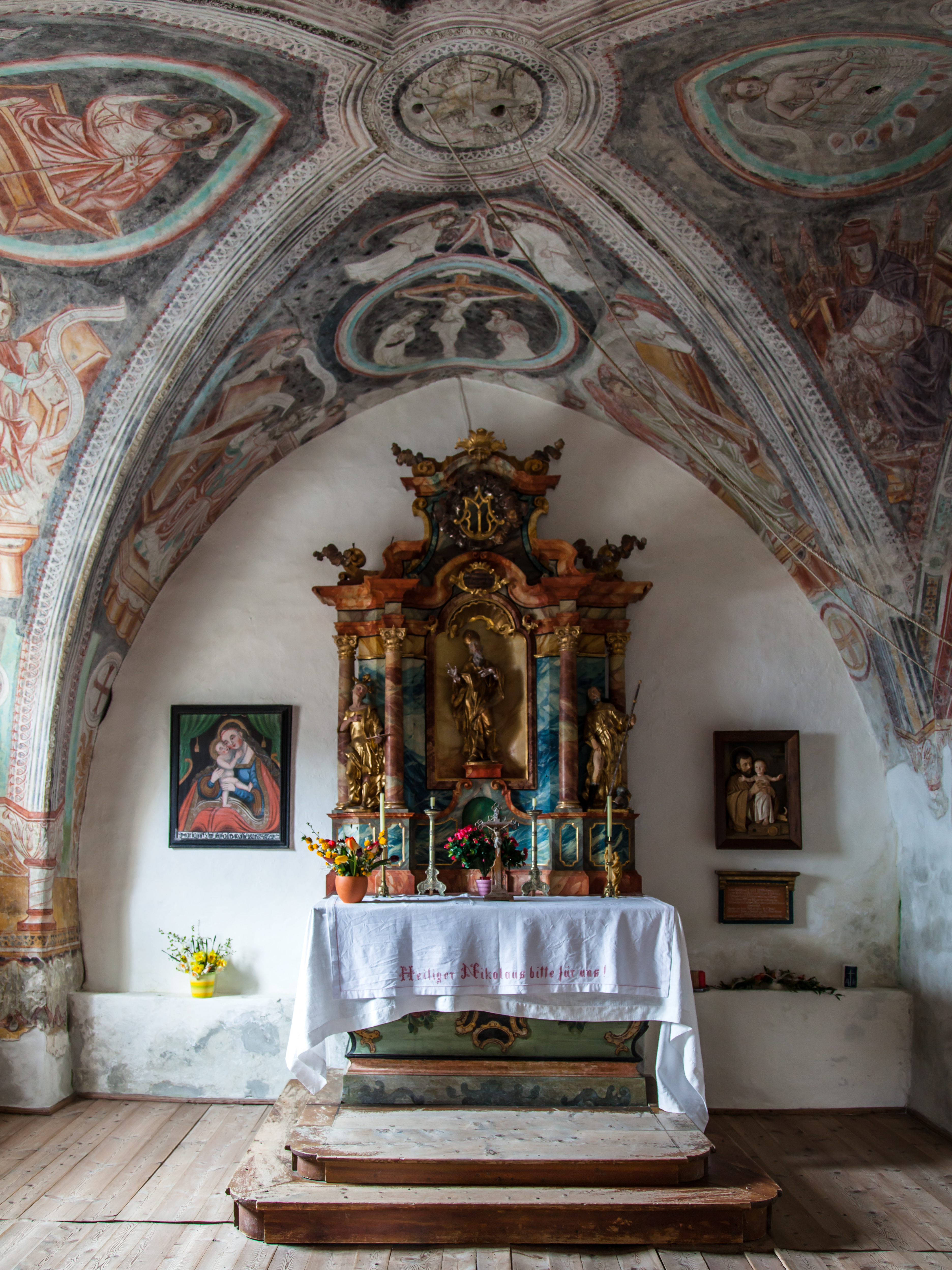
Barockaltar

Wertvollstes Objekt ist der spätbarocke Altar, der 1760/61 von Balthasar Horer entworfen, von Tischlermeister Johannes Noggler und Fassadenmaler Antoni Jäger, beide aus dem Ort Graun, angefertigt wurde. Auf diesem Altar standen unter anderem geschnitzte Figuren der Heiligen Nikolaus, Sebastian und Rochus, die jedoch 1976 bei einem Einbruch entwendet und durch Kopien von Peter Pircher ersetzt wurden.
Kleinere Bilder mit christlichen Motiven, ein größeres, aber schlichtes Holzkreuz mit Korpus, eingesteckt in einen Metallfuß sowie kleinere Kreuzwegbilder in Form von Stahlstichen ergänzen die Ausstattung.
Im Zentrum der Wandmalerei stehen im Bereich des Kreuzgewölbes Darstellungen von Christi Geburt, ferner Christus als Kind, als Gekreuzigter, als Auferstandener sowie als Richter in der Mandorla und die Erscheinung Gottvaters vor Christus am Ölberg. Diese Motive werden in den seitlich herunterziehenden Gewölbeanteilen flankiert von Darstellungen der vier Evangelisten Markus, Lukas, Johannes und Matthäus mit ihren jeweiligen Symbolen. Diese Symbole sind in ungewöhnlicher Weise in den Köpfen der Personen dargestellt, Markus also mit einem Löwenkopf, Johannes mit Adlerkopf, Lukas als Stier und Matthäus als Mensch. Die Bilder werden mit Darstellungen der vier Kirchenväter Gregorius, Hieronymus, Augustinus und Ambrosius komplettiert. In der Barockzeit war es in der katholischen Kirche üblich, die vier Evangelisten und die vier Kirchenväter gemeinsam zu zeigen.
In der tiefen Nische rechts vom Hauptaltar ist die Nikolauslegende gemalt, der zufolge ein Vater seine drei Töchter aus der Not heraus an ein Freudenhaus verkaufen wollte, Nikolaus von Myra jedoch drei goldene Kugeln in die Behausung des schlafenden Vaters wirft und damit die Mädchen und die Familie aus Elend und Not rettet.
Diese Gemälde werden unter anderem durch Porträts der Heiligen Georg, Jakobus, Oswald und Katharina sowie ein Fragment der Marter des hl. Sebastian ergänzt.
Bei den im Rahmen der Restaurierung 1967 im Langhaus entdeckten Fresken wurde unter anderem ein Fragment der Darstellung der hl. Veronika freigelegt.

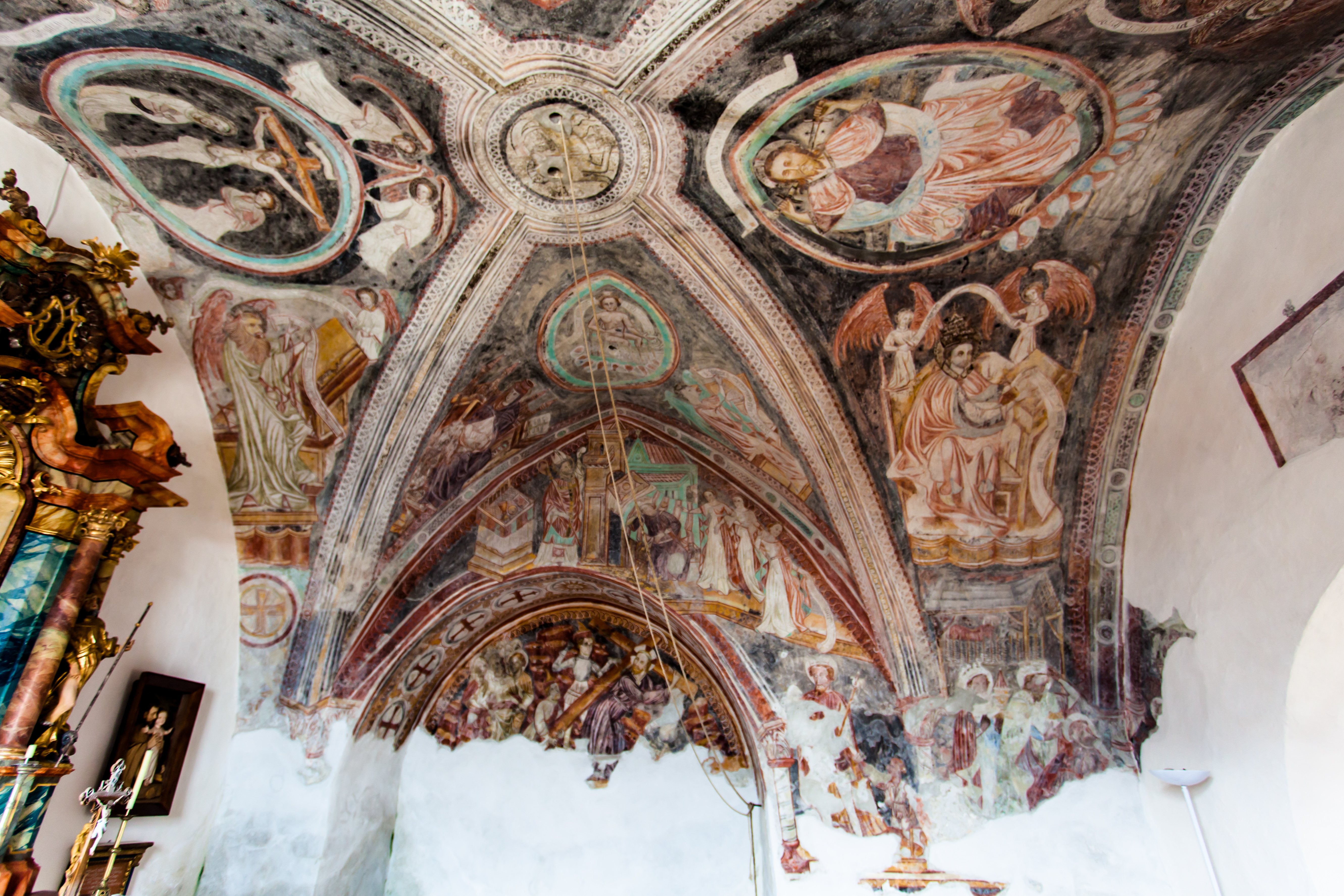
Freskenmalerei rechts des Hauptaltares
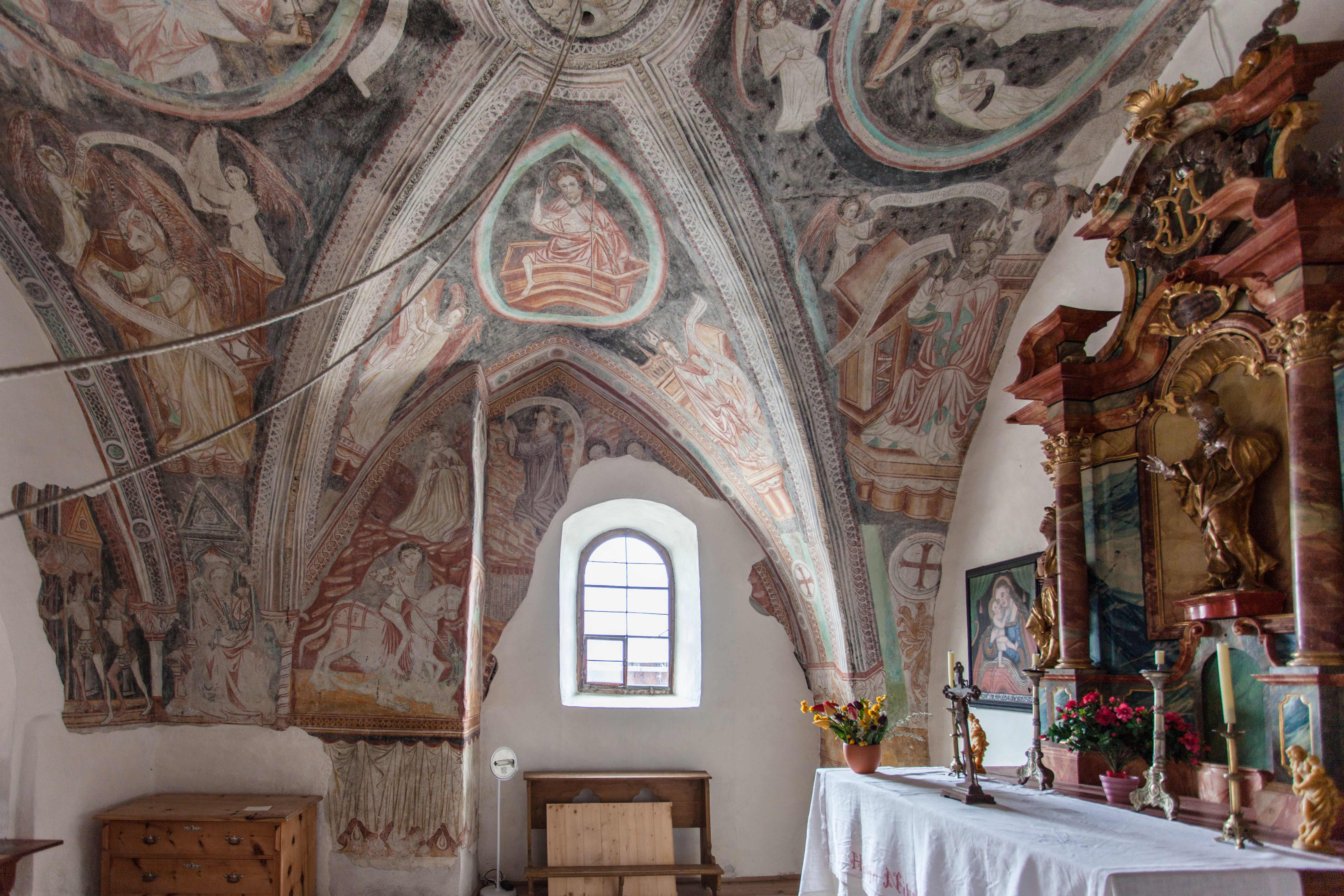
Freskenmalerei links des Hauptaltars
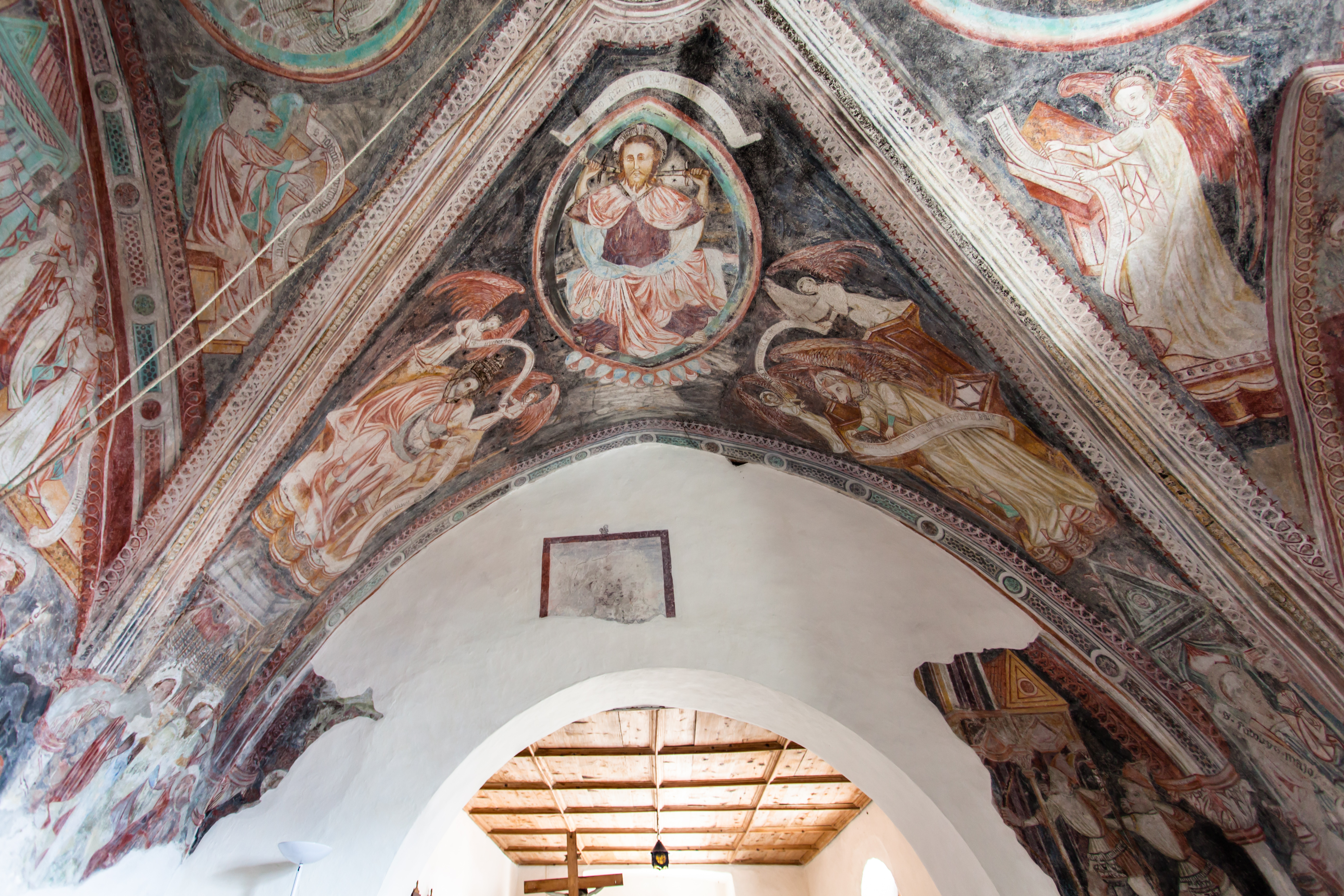
Freskenmalerei Kirchenschiffseitig
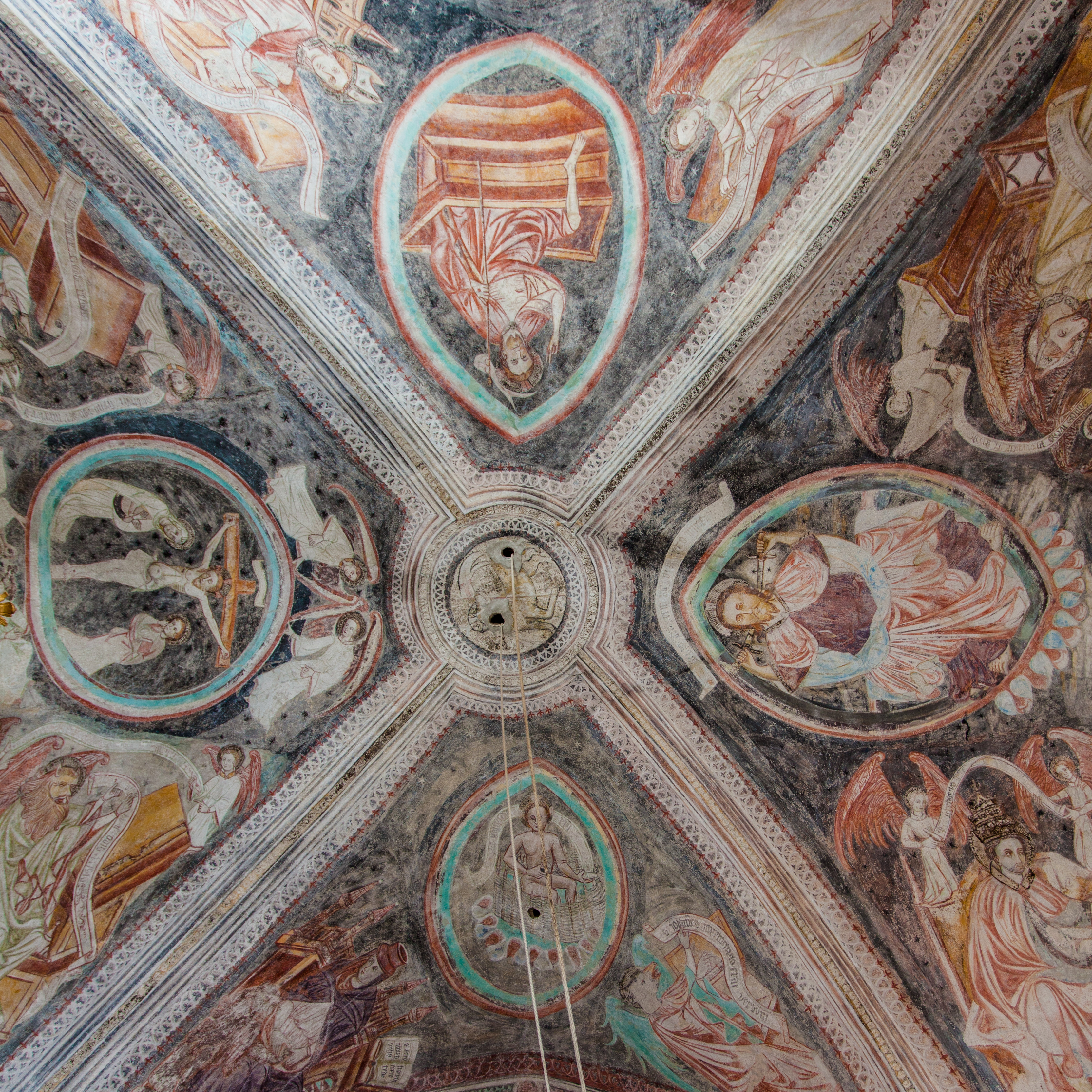
Freskenmalerei im Kreuzrippengewölbe